# تساگکار (رود)
تساگکار (به ارمنی: Ծակքար) رودی است در کشور ارمنستان که در استان گغارکونیک جریان دارد و در ۳/۵ کیلومتری شمال شرق روستای تساکار به دریاچه سوان می‌ریزد. طول آن ۲۸ کیلومتر (۱۷ مایل) و مساحت حوضه آبخیز (دبی) آن کیلومتر مربع می‌باشد.